# Harads
Harads is een stadje (tätort) binnen de Zweedse gemeente Boden. Het ligt aan de Lule, aan de overzijde van de rivier ligt Bodträskfors, ook een klein stadje. Beide steden zijn door een brug verbonden met elkaar. Harads wordt al in de belastingregisters genoemd in de 16e eeuw. Voor het dorp ligt het relatief grote eiland Haradsön in de Lule.

## Verkeer en vervoer
Bij de plaats loopt de Riksväg 97.
Bestuurscentrum: Boden (tätort)
Tätort: Bodträskfors · Gunnarsbyn · Harads · Sävast · Unbyn · Vittjärv
Småort: Åbergstorp · Brännberg · Bredåker · Buddbyn · Degerbäcken · Lakaträsk · Österåker · Överstbyn · Skogså · Sörbyn · Svartbjörnsbyn · Svartlå
Overig: Abramsån · Åkerholmen · Aldernäs · Alträsk · Åskogen · Brobyn · Flarken · Forsnäs · Forsträskhed · Gemträsk · Gransjö · Heden · Hundsjö · Inbyn · Lassbyn · Lombäcken · Mjedsjön · Mockträsk · Nedre Flåsjön · Norra Svartbyn · Norriån · Notträsk · Övre Flåsjön · Råbäcken · Rågraven · Rasmyran · Rödingsträsk · Rörån · Sandträsk · Skogså · Storsand · Svartbäcken · Södra Harads · Valvträsk · Vändträsk · Vibbyn
Wijk Boden: Södra Svartbyn en Trångfors